# Marie Fredriksson
Gun-Marie Fredriksson, được gọi là Marie Fredriksson  (30 tháng 5 năm 1958 – 9 tháng 12 năm 2019) là một ca sĩ nhạc pop, nhạc sĩ, nghệ sĩ dương cầm và họa sĩ người Thụy Điển, được biết đến với việc thành lập bạn nhạc hai người pop rock Roxette vào năm 1986 cùng với Per Gessle. Bộ đôi này đã đạt được thành công quốc tế vào cuối những năm 1980 và đầu những năm 1990 với album Look Sharp! (1988) và Joyride (1991) và có sáu bản hit hàng đầu trên Billboard Hot 100: " The Look ", "Listen to Your Heart", "Dangerous", "It Must Have Been Love", "Joyride" và "Fading Like a Flower (Every Time You Leave)".
Fredriksson đã có một sự nghiệp thành công ở quê hương của mình trước khi thành lập ban nhạc Roxette. Cô là thành viên của nhóm nhạc punk Strul, một ban nhạc đã tạo ra lễ hội âm nhạc của riêng họ vào năm 1979. Sự giải thể của Strul đã dẫn đến việc tạo ra dự án tiếp theo của cô, MaMas Barn tồn tại trong thời gian ngắn, sau đó cô bắt đầu phát hành các bản solo. Album đầu tiên của cô, Het vind, được phát hành vào năm 1984, tiếp theo là Den sjunde vågen vào năm 1986 và ... Efter stormen năm 1987. Bước đột phá quốc tế của Roxette trùng hợp với thời kỳ không hoạt động của Fredriksson với tư cách là một nghệ sĩ solo, chỉ bị chấm dứt khi phát hành đĩa đơn không phải là album "Sparvöga" vào năm 1989. Các album solo tiếp theo bao gồm Den ständiga resan (1992) và I en tid som vår (1996).
Năm 2002, sau khi ngất xỉu tại nhà, Fredriksson được chẩn đoán mắc bệnh u não. Trong thời gian phục hồi, cô tiếp tục thu âm nhạc với tư cách là một nghệ sĩ solo, kết quả là các album The Change năm 2004 và Min bäste vän năm 2006, cũng như đĩa đơn không phải là album " Där du andas " năm 2008 Thụy Điển. Cô và Gessle sau đó đã tái hợp để thu âm nhiều album hơn khi Roxette, người bắt đầu chuyến lưu diễn trên toàn thế giới. Cô cũng tiếp tục thu âm với tư cách là một nghệ sĩ solo tại quê hương Thụy Điển, phát hành Nu! vào 2013.